# Sweeney Todd: Bărbierul diabolic din Fleet Street (film din 2007)
Sweeney Todd: Bărbierul diabolic din Fleet Street (film din 2007)  (titlu original:  ) este un film de groază muzical american și britanice  din 2007 regizat de Tim Burton. Rolurile principale au fost interpretate de actorii Johnny Depp ca Sweeney Todd/Benjamin Barker și Helena Bonham Carter ca Mrs. Lovett. Depp. A primit Premiul Saturn pentru cel mai bun film de groază.

## Distribuție
- Johnny Depp - Benjamin Barker / Sweeney Todd
- Helena Bonham Carter - Mrs. Lovett
- Alan Rickman - Judge Turpin
- Timothy Spall - Beadle Bamford
- Jayne Wisener - Johanna Barker
- Sacha Baron Cohen - Adolfo Pirelli
- Laura Michelle Kelly - Lucy Barker / Beggar Woman
- Jamie Campbell Bower - Anthony Hope
- Ed Sanders - Tobias Ragg